# Gordon Bell
Chester Gordon Bell (Kirksville, 19 agosto 1934 – Coronado, 17 maggio 2024) è stato un ingegnere, imprenditore e dirigente d'azienda statunitense.
Dal 1960 al 1966 fu impiegato della Digital Equipment Corporation, per la quale sviluppò diversi Programmed Data Processor, divenendo infine vicepresidente della sezione ingegneristica dal 1972 al 1983.

Dopo aver supervisionato lo sviluppo del modulo VAX, dal 1986 al 1987 diresse la sezione ingegneristica della National Science Foundation e dal '95 al 2015 fu ricercatore emerito della Microsoft.

## Biografia
Trascorse l'adolescenza nell'azienda di famiglia, la Bella Electric, a riparare elettrodomestici e cablare abitazioni. Nel 1956, conseguì il BA in ingegneria elettrica al MIT e l'anno successivo completò il Master of Science.
Quindi si iscrisse all'Università del Nuovo Galles del Sud grazie a una borsa di studio. In tale ateneo, insegnò progettazione informatica, programmò uno dei primi computer del continente australiano e pubblicò uno dei primi paper su tale argomento. Ritornato negli Stati Uniti collaborò con il laboratorio di calcolo e riconoscimento vocale sotto la direzione di Ken Stevens, dove realizzò il primo programma di analisi tramite sintesi della voce, un processo che tende ad analizzare un segnale o un'immagine riproducendolo all'interno di un modello.
Nel 1960, i fondatori della DEC Ken Olsen e Harlan Anderson lo assunsero nella loro azienda, appena costituita, dove si occupò di progettare il sottosistema di input/output del computer PDP-1, comprensivo del primo modulo ricevitore trasmettitore sincrono universale.
Bella fu anche l'architetto dell'Unibus e dei Registri Generali del computer PDP-5 e PDP-11, oltreché del PDP-4 e del PDP-6. Nel 1966 fu nominato docente di informatica all'Università Carnegie Mellon e, sette anni più tardi, ritornò alla DEC come vice-presidente della divisione ingegneristica, per la quale collaborò al VAX, il computer di maggior successo dell'azienda. Nel 1983 lasciò la Bell a seguito di un attacco di cuore e fondò la Encore Computer, una delle prime aziende informatiche a produrre memorie condivise su computer multiprocessore con l'adozione dell'architettura di bus sniffing.
Negli anni ottanta, divenne direttore esecutivo della National Science Foundation, che in tale periodo dettò le specifiche del National Research and Education Network (NREN). Bell istituì in proprio onore il "Gordon Bell Price", un premio conferito dall'ACM e dallo IEEE, per incoraggiare lo sviluppo del calcolo parallelo.

La prima edizione del premio fu vinta dai ricercatori del Sandia National Laboratory per un lavoro di sviluppo sovlto su un ipercubo di ordine 10 gestito da una rete di computer parelleli prodotti dalla ditta nCUBE.
Nel 1986, fu uno dei membri fondatori della Ardent Computer, una società informatica della quale due anni più tardi divenne presidente della funzione di Ricerca e Sviluppo. Lasciò quest'ultima azienda nel 1989, quando la sua fusione con Stellar diede vita a Stardent Computer.
Fra il 1991 e il 2009, Bell collaborò con Microsoft all'avvio di un nuovo gruppo di ricerca nel campo della telepresenza, che nacque nell'agosto del 1995 sotto la sua direzione. Bell fu il protagonista del progetto MyLifeBits, ispirato all'idea visionaria di Vannevar Bush che nel dopoguerra concepì la nascita di una memoria digitale della vita umana, accessibile in modo permanente, semplice e veloce. Bell iniziò a conservare e digitalizzare per anni tutto il proprio traffico voce e dati: conversazioni telefoniche, messaggi di testo scambiati, pagine web visitate, fotografie e immagini, e-mail, CD, documenti creati o letti.

## La legge di Bell
Nel 1972, enunciò per la prima volta la legge che da lui prese nome, secondo la quale ogni 10 anni emerge una nuova classe di computer costituita da una nuova piattaforma di programmazione, una nuova rete e una nuova interfaccia utente, che si traducono in una modalità di fruzione completamente nuova e nella nascita di una nuova industria informatica.
La legge generalizzava la rivoluzione tecnologica determinata dalla nascita dei computer basati su microprocessori. Secondo Bell, la storia dei computer è caratterizzata da delle discontinuità a scalino. Quando una classe di computer viene immessa nel mercato, il prezzo si stabilizza per anni, mentre vengono incorporate al suo interno un numero crescente di funzionalità e prestazioni. Nel frattempo, nascono nuove esigenze, che la ricerca permette di soddisfare: i progressi nel campo dei semiconduttori, delle memorie, delle interfacce e delle reti renderebbero possibile ogni decennio la nascita di una nuova classe di computer in grado di soddisfare una nuova classe di necessità del mercato e della società.
Ogni classe, generalmente con un prezzo minimo orientato al costo, crea un'industria quasi del tutto indipendente (un nuovo mercato). Le classi di computer sono le seguenti: mainframe (anni '60), minicomputer (anni '70), workstation e personal computer collegati in rete (anni '80), struttura browser-web-server (anni '90), computer palmari (1995), servizi web (anni 2000), convergenza di telefoni cellulari e computer (2003) e le reti di sensori wireless nel 2004.
Bell pronosticò che le Reti di sensori corporee e le reti domestiche sarebbero state la nuova generazione di elaboratori elettronici del 2010.

## Premi e riconoscimenti
- 1991: National Medal of Technology and Innovation conferita dal presidente George H. W. Bush[4];
- 1993: dottorato onorario in ingegneria conferito dal Worcester Polytechnic Institute;
- 1994: prima vincitore della Medaglia "John von Neumann" dello IEEE[5];
- 2010: dottorato onorario in scienza e tecnologia da parte dell'Università Carnegie Mellon. Nelle motivazioni fu descritto come "il padre del minicoputer";

Ricevette il premio degli inventori dell'American Electronics Association, l'associazione lobbistica privata del settore tecnologico e informatico statunitense, e il "Vladimir Karapetoff Outstanding Technical Achievement Award" conferito dalla Eta Kappa Nu, una confraternita interna allo IEEE.
Bell fu nominato membro del Computer History Museum di Mountain View, dopo aver fondato con la moglie Gwen Bell il The Computer Museum di Boston nel 1979. In seguito, Bell fu nominato membro dell'IEEE (nel 1974), della National Academy of Engineering (nel 1977), dell'American Association for the Advancement of Science (nel 1983), dell'American Academy of Arts and Sciences e dell'Association for Computing Machinery (nel '94), della National Academy of Science (nel 2007) e dell'Accademia Australiana delle Scienze Tcnologiche (nel 2009).

Inoltre, fu membro del gruppo di ricerca TTI/Vanguard di Santa Monica, in Florida, e dell'agenzia federale australiana Commonwealth Scientific and Industrial Research Organisation (CSIRO).